# The Chronological Classics: Jimmie Lunceford and His Orchestra 1935-1937
The Chronological Classics: Jimmie Lunceford and His Orchestra 1935-1937 è una Compilation del caporchestra jazz statunitense Jimmie Lunceford, pubblicato dall'etichetta discografica francese Classics Records nel 1990.

## Tracce
1. My Blue Heaven – 3:10 (George A. Whiting, Walter Donaldson) – Registrato il 23 dicembre 1935 a New York
2. I'm Nuts About Screwy Music – 3:03 (Fred Rose) – Registrato il 23 dicembre 1935 a New York
3. The Best Things in Life Are Free – 3:20 (Lew Brown, Buddy DeSylva, Ray Henderson) – Registrato il 23 dicembre 1935 a New York
4. The Melody Man – 3:06 (Belford Sinky Hendricks, Sy Oliver) – Registrato il 23 dicembre 1935 a New York
5. Organ Grinder's Swing – 2:37 (Mitchell Parish, Irving Mills, Will Hudson) – Registrato il 31 agosto 1936 a New York
6. On the Beach at Bali-Bali – 2:57 (Jack Meskill, Abner Silver, Al Sherman) – Registrato il 1º settembre 1936 a New York
7. Me and the Moon – 3:02 (Walter Hirsch, Lou Handman) – Registrato il 1º settembre 1936 a New York
8. Living from Day to Day – 3:04 (Mary Schaeffer, Jerry Levinson) – Registrato il 1º settembre 1936 a New York
9. 'Tain't Good (Like a Nickle Made of Wood) – 3:11 (Buddy Bernier, Bill Haid, George A. Whiting) – Registrato il 1º settembre 1936 a New York
10. Muddy Water (A Mississippi Moan) – 2:55 (Harry Richman, Jo Trent, Peter De Rose) – Registrato il 14 ottobre 1936 a New York
11. I Can't Escape from You – 3:00 (Leo Robin, Richard A. Whiting) – Registrato il 14 ottobre 1936 a New York
12. Harlem Shout – 3:01 (Eddie Durham, Jimmie Lunceford) – Registrato il 14 ottobre 1936 a New York
13. (This Is) My Last Affair – 2:48 (Haven Johnson) – Registrato il 26 ottobre 1936 a New York
14. Running a Temperature – 3:00 (Milton Pascal, Edgar Fairchild) – Registrato il 26 ottobre 1936 a New York
15. Count Me Out – 3:12 (Jimmie Lunceford, Curtis, Tate) – Registrato il 18 gennaio 1937 a New York
16. I'll See You in My Dreams – 2:46 (Gus Kahn, Isham Jones) – Registrato il 20 gennaio 1937 a New York
17. He Ain't Got Rhythm – 2:43 (Irving Berlin) – Registrato il 26 gennaio 1937 a New York
18. Linger Awhile – 2:32 (Harry Owens, Vincent Rose) – Registrato il 26 gennaio 1937 a New York
19. Honest and Truly – 2:59 (Fred Rose) – Registrato il 26 gennaio 1937 a New York
20. Slumming on Park Avenue – 3:01 (Irving Berlin) – Registrato il 26 gennaio 1937 a New York
21. Coquette – 3:10 (Gus Kahn, Johnny Green, Carmen Lombardo) – Registrato il 15 giugno 1937 a New York
22. The Merry-Go-Round Broke Down – 2:50 (Cliff Friend, Dave Franklin) – Registrato il 15 giugno 1937 a New York
23. Ragging the Scale – 3:09 (Edward B. Claypoole) – Registrato il 15 giugno 1937 a New York

## Musicisti
My Blue Heaven / I'm Nuts About Screwy Music / The Best Things in Life Are Free / The Melody Man / Organ Grinder's Swing

(Jimmie Lunceford and His Orchestra)
- Jimmie Lunceford - arrangiamenti, direttore orchestra
- Eddie Tompkins - tromba
- Paul Webster - tromba
- Sy Oliver - tromba
- Sy Oliver - voce (brani: My Blue Heaven in trio e The Melody Man)
- Sy Oliver - arrangiamento (brani: My Blue Heaven, The Melody Man e Organ Grinder's Swing)
- Elmer Crumbley - trombone
- Russell Bowles - trombone
- Eddie Durham - trombone, chitarra, arrangiamenti
- Willie Smith - clarinetto, sassofono alto, sassofono baritono, arrangiamenti
- Willie Smith - voce (brani: My Blue Heaven in trio e I'm Nuts About Screwy Music)
- Laforet Dent - sassofono alto
- Dan Grissom - clarinetto, sassofono alto
- Dan Grissom - voce (brani: My Blue Heaven in trio e The Best Things in Life Are Free)
- Earl Carruthers - clarinetto, sassofono alto, sassofono baritono
- Joe Thomas - clarinetto, sassofono tenore
- Edwin Wilcox - pianoforte, celeste
- Edwin Wilcox - arrangiamento (brani: I'm Nuts About Screwy Music e The Best Things in Life Are Free)
- Al Norris - chitarra
- Moses Allen - contrabbasso
- Jimmy Crawford - batteria, vibrafono

On the Beach at Bali-Bali / Me and the Moon / Living from Day to Day / 'Tain't Good (Like a Nickle Made of Wood)
Muddy Water (A Mississippi Moan) / I Can't Escape from You / Harlem Shout
(This Is) My Last Affair / Running a Temperature
Count Me Out
I'll See You in My Dreams

(Jimmie Lunceford and His Orchestra)
- Jimmie Lunceford - direttore orchestra
- Eddie Tompkins - tromba
- Paul Webster - tromba
- Sy Oliver - tromba
- Sy Oliver - voce solista (brani: On the Beach at Bali-Bali e Running a Temperature)
- Sy Oliver - voce (in trio) (brani: Me and the Moon, 'Tain't Good (Like a Nickle Made of Wood) e Muddy Water (A Mississippi Moan))
- Sy Oliver - arrangiamenti (brani: On the Beach at Bali-Bali, Me and the Moon, Living from Day to Day, 'Tain't Good (Like a Nickle Made of Wood), Muddy Water (A Mississippi Moan), I Can't Escape from You e (This Is) My Last Affair)
- Elmer Crumbley - trombone
- Russell Bowles - trombone
- Eddie Durham - trombone, chitarra
- Eddie Durham - arrangiamenti (brani: Harlem Shout, Running a Temperature e Count Me Out)
- Willie Smith - clarinetto, sassofono alto, sassofono baritono
- Willie Smith - voce (in trio) (brani: Me and the Moon, 'Tain't Good (Like a Nickle Made of Wood) e Muddy Water (A Mississippi Moan))
- Willie Smith - arrangiamento (?)
- Laforet Dent - sassofono alto
- Dan Grissom - clarinetto, sassofono alto
- Dan Grissom - voce solista (brani: Living from Day to Day, I Can't Escape from You, (This Is) My Last Affair, Count Me Out e I'll See You in My Dreams)
- Dan Grissom - voce (in trio) (brani: Me and the Moon, 'Tain't Good (Like a Nickle Made of Wood) e Muddy Water (A Mississippi Moan))
- Earl Carruthers - clarinetto, sassofono alto, sassofono baritono
- Joe Thomas - clarinetto, sassofono tenore
- Edwin Wilcox - pianoforte, celeste
- Edwin Wilcox - arrangiamento (brano: I'll See You in My Dreams)
- Al Norris - chitarra
- Moses Allen - contrabbasso
- Jimmy Crawford - batteria, vibrafono

He Ain't Got Rhythm / Linger Awhile / Honest and Truly / Slumming on Park Avenue
- Jimmie Lunceford - direttore orchestra
- Eddie Tompkins - tromba
- Paul Webster - tromba
- Sy Oliver - tromba
- Sy Oliver - voce (in trio) (brano: Slumming on Park Avenue)
- Sy Oliver - arrangiamenti (brani: He Ain't Got Rhythm e Linger Awhile)
- Elmer Crumbley - trombone
- Russell Bowles - trombone
- Eddie Durham - trombone, chitarra
- Willie Smith - clarinetto, sassofono alto, sassofono baritono
- Laforet Dent - sassofono alto
- Dan Grissom - clarinetto, sassofono alto
- Dan Grissom - voce solista (brani: Linger Awhile e Honest and Truly)
- Dan Grissom - voce (in trio) (brano: Slumming on Park Avenue)
- Earl Carruthers - clarinetto, sassofono alto, sassofono baritono
- Joe Thomas - voce solista (brano: He Ain't Got Rhythm)
- Joe Thomas - voce (in trio) (brano: Slumming on Park Avenue)
- Edwin Wilcox - pianoforte, celeste
- Edwin Wilcox - arrangiamento (brano: Honest and Truly)
- Al Norris - chitarra
- Moses Allen - contrabbasso
- Jimmy Crawford - batteria, vibrafono

Coquette / The Merry-Go-Round Broke Down / Ragging the Scale
- Jimmie Lunceford - direttore orchestra
- Eddie Tompkins - tromba
- Paul Webster - tromba
- Sy Oliver - tromba
- Sy Oliver - voce solista (brano: The Merry-Go-Round Broke Down)
- Sy Oliver - arrangiamenti (brani: Coquette, The Merry-Go-Round Broke Down e Ragging the Scale)
- Elmer Crumbley - trombone
- Russell Bowles - trombone
- Eddie Durham - trombone, chitarra
- Willie Smith - clarinetto, sassofono alto, sassofono baritono
- Ed Brown - sassofono alto
- Dan Grissom - clarinetto, sassofono alto
- Dan Grissom - voce solista (brano: Coquette)
- Earl Carruthers - clarinetto, sassofono alto, sassofono baritono
- Joe Thomas - clarinetto, sassofono tenore
- Edwin Wilcox - pianoforte, celeste
- Al Norris - chitarra
- Moses Allen - contrabbasso
- Jimmy Crawford - batteria, vibrafono[1]